# Camissonia integrifolia
Camissonia integrifolia là một loài thực vật có hoa trong họ Anh thảo chiều. Loài này được P.H.Raven mô tả khoa học đầu tiên năm 1969.